# École nationale supérieure des beaux-arts

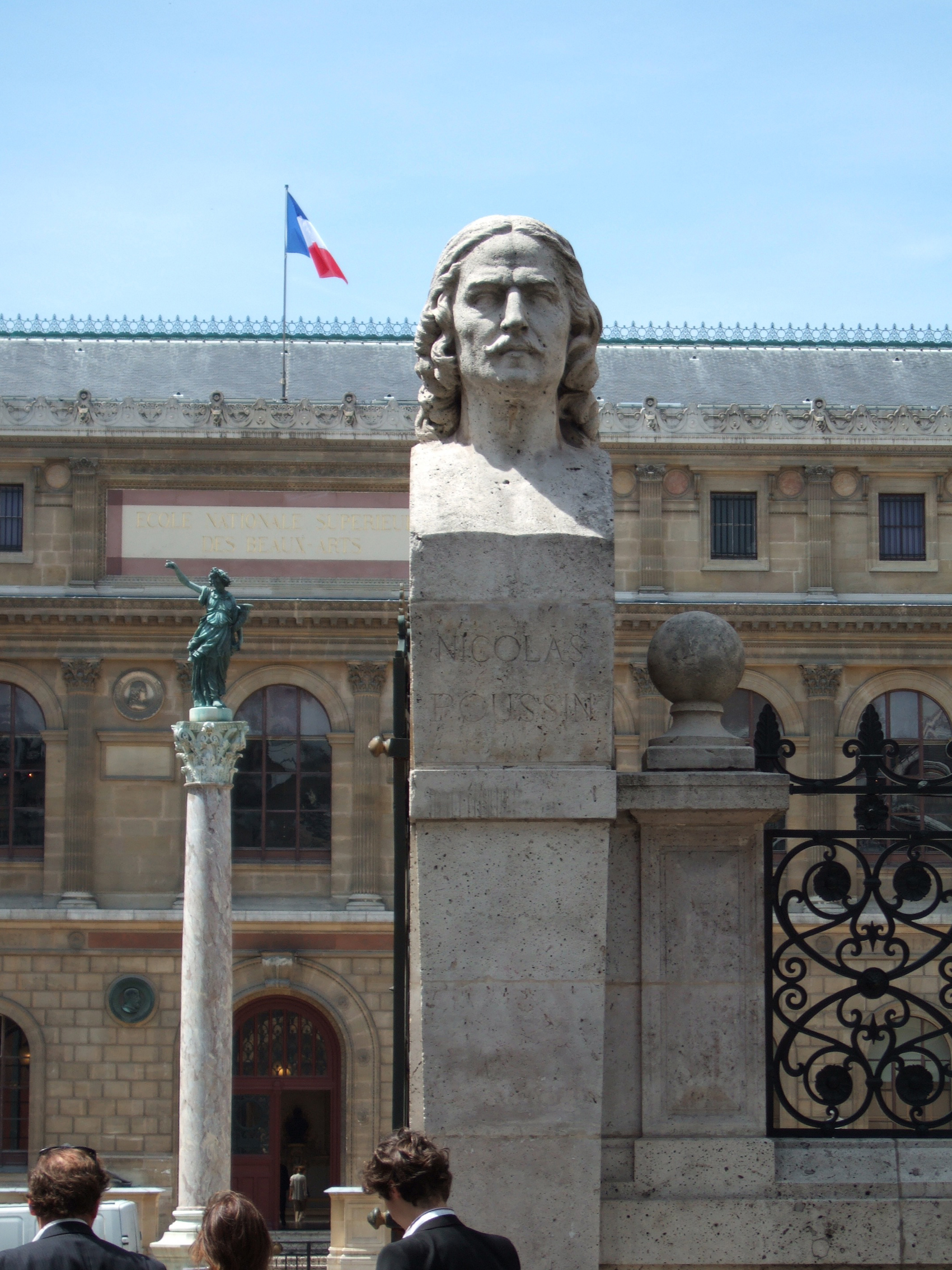
Il busto di Nicolas Poussin all'ingresso dell'ENSB-A in rue Bonaparte

L'École nationale supérieure des beaux-arts (in italiano Scuola nazionale superiore delle belle arti) fu fondata a Parigi da Napoleone nel 1811, in sostituzione dell'École Académique, che era stata fondata nel 1648; è una delle sei sedi delle scuole appartenenti all'École des beaux-arts. Era nota anche come Petits-Augustins, dal nome della via della sede, a sua volta dovuta alla presenza di un antico convento di agostiniani.

## Direttori
Fino al 1863, l'école fu diretta da un consiglio di professori.
- Joseph-Nicolas Robert-Fleury (1863-1866)
- Eugène Guillaume (1866-1878)
- Paul Dubois (1878-1904)
- Léon Bonnat (1905-1922)
- Emmanuel Pontremoli (1932-1939)
- Paul Landowski (1939-1948)
- Nicolas Untersteller (1948-1967)
- Jean-René Bertin (1969-1978)
- Jean Musy (1978-1982)
- François Wehrlin (1982-1989)
- Yves Michaud (1989-1996)
- Alfred Pacquement (1996-2000)[6]
- Henry-Claude Cousseau (2000-)

## Collezioni
Principale organo dell'insegnamento delle belle arti in Francia da quasi quattro secoli, la scuola possiede importanti collezioni di opere d'arti, costituite in gran parte dalle opere dei suoi stessi allievi ma anche da donazioni fatte da ex-allievi o personalità del mondo dell'arte. La scuola ha una collezione di circa 2 000 pitture tra le quali opere di Nicolas Poussin, Antoon Van Dyck, Hyacinthe Rigaud, Charles-Joseph Natoire, Jean-Honoré Fragonard, Hubert Robert, Jacques-Louis David e Jean-Auguste-Dominique Ingres. Possiede circa 20 000 disegni, tra i quali opere di Albrecht Dürer, Michelangelo, Paolo Veronese, Primaticcio, Pontormo, Nicolas Poussin, Charles Le Brun, Claude Lorrain, Rubens, Antoon Van Dyck, Jacob Jordaens, Rembrandt, François Boucher, Hubert Robert, Ingres, Théodore Géricault, Eugène Delacroix, Gustave Moreau o Pierre Alechinsky. Ci sono anche 45 000 disegni d'architettura, 3 700 sculture, 100 000 incisioni, 15 000 medaglie, 70 000 foto antiche, 600 oggetti d'arte, 600 elementi d'architettura (frammenti di edifici), 65 000 libri di cui molti antichi e 1 000 manoscritti tra i quali 390 manoscritti miniati medievali.